# 伊里杜古
伊里杜古（法語：Yiridougou），是馬里的城鎮，位於該國南部，由錫卡索區的布古尼省負責管轄，面積644平方公里，海拔高度325米，2009年人口7,742，人口密度每平方公里12.02人。